# Frente Popular para la Liberación de Palestina-Maniobras Externas
El Frente Popular por la Liberación de Palestina-Maniobras Externas (FPLP-ME), también conocido como FPLP-Maniobras Especiales o Grupo de Maniobras Especiales, era el nombre del grupo terrorista escindido del FPLP, que durante la década de 1970 fue dirigido por Wadi Haddad, un antiguo oficial del FPLP del doctor George Habash. El doctor Wadi Haddad asumió el control de la organización FPLP-ME para llevar a cabo operaciones contra las fuerzas sionistas imperialistas y sus aliados occidentales.
Aunque el FPLP no justificaba las operaciones del FPLP-ME y Wadi Haddad actuaba como un agente independiente, algunos analistas políticos creen que el grupo escindido no actuaba sin el conocimiento previo del FPLP del doctor Habash. El Dr. Haddad era un antiguo agente del FPLP en los años sesenta del siglo XX, y organizó los secuestros de Dawson's Field en 1970, y llevó a cabo atentados y secuestros contra aerolíneas internacionales. El incidente provocó un contraataque de las Fuerzas Armadas de Jordania, en unos lamentables hechos conocidos como el Septiembre Negro. El Dr. George Habash, el jefe del FPLP, creyó que Wadi Haddad era el culpable de los hechos acontecidos en el fatídico Septiembre Negro, y le prohibió llevar a cabo más ataques contra objetivos israelíes, Wadi Haddad no obedeció la prohibición y formó el FPLP-ME en los años setenta del siglo XX. Haddad contó con la ayuda de la Facción del Ejército Rojo (FAR) alemán, la organización Fatah-RC de Abu Nidal y de Ilich Ramírez, más conocido como "Carlos el Chacal". En junio de 1976 un grupo de terroristas de la FPLP-ME y la FAR secuestraron un avión de Air France en Entebbe, en Uganda. Wadi Haddad pensó que la distancia entre Israel y Uganda, y la simpatía del presidente ugandés Idi Amin con la causa palestina, impediría que los israelíes llevaran a cabo una operación de rescate, sin embargo, el 4 de julio de 1976, una unidad militar especial israelí, la unidad Sayeret Matkal, realizó una operación de rescate de los rehenes allí secuestrados, y ejecutaron a los terroristas, sin matar a ningún pasajero. La humillación hizo que el FPLP respondiera expulsando a Wadi Haddad, el cual enfermó y falleció a causa de una enfermedad llamada leucemia, en 1978. Tras la disolución de la organización del doctor Wadi Haddad, dos grupos sucedieron al FPLP-ME: la Organización 15 de Mayo y el FPLP-Comando Especial.